# Вебстерський словник

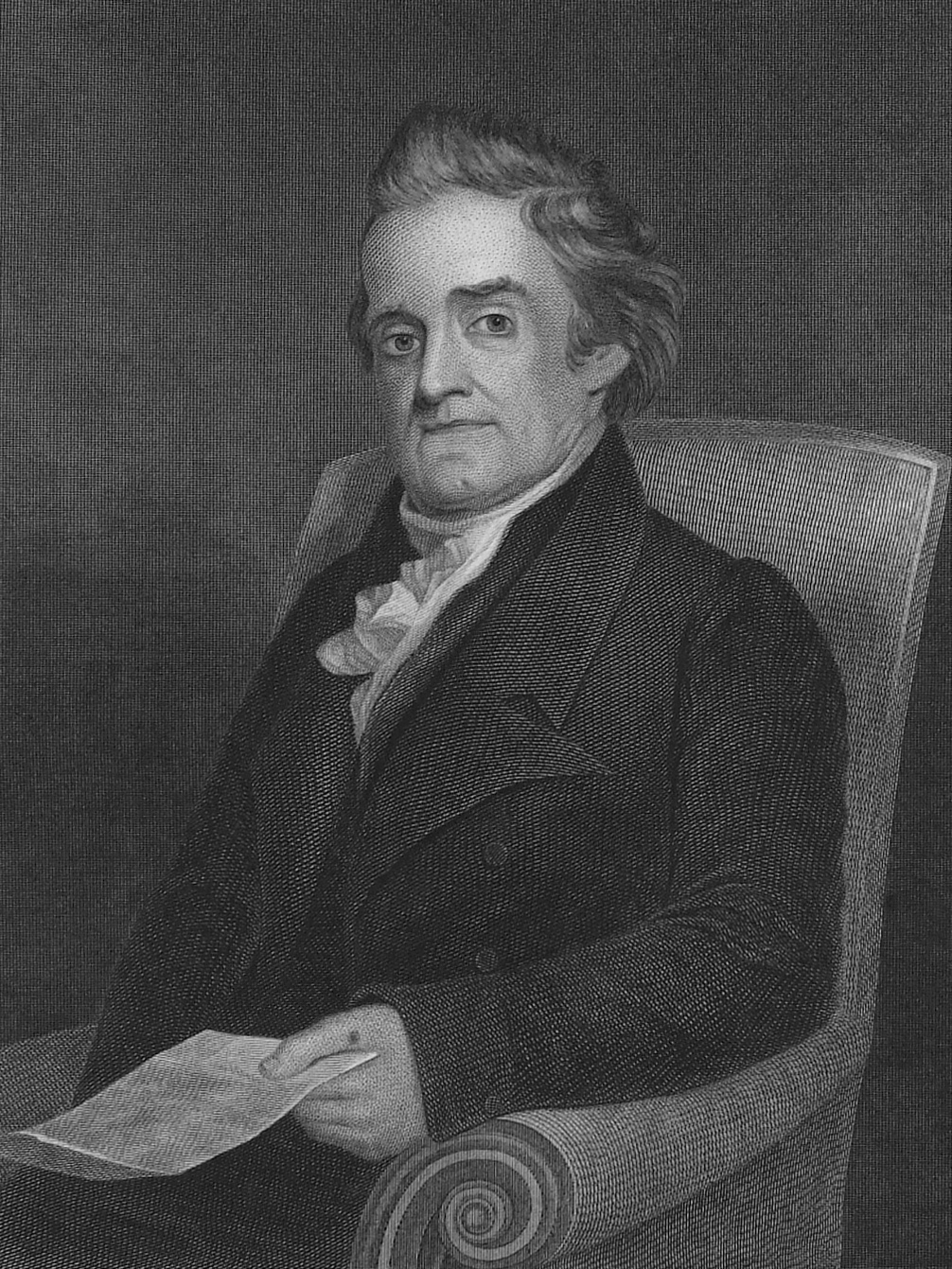
Портрет Ноя Вебстера

Ве́бстерський словни́к (англ. Webster's Dictionary) — словник, названий на честь американського лексикографа Ноя Вебстера (1758-1843).

## Словник
Американський словник англійської мови (англ. An American Dictionary of the English Language), вперше виданий Вебстером 1828 року в Нью-Гейвені накладом 2 500 примірників, містив близько 70 тисяч термінів.
У Вебстерському словнику подано етимологію та вимову слів із використанням Американської словникової транскрипції, яка відрізняється від поширенішої системи Міжнародної фонетичної транскрипції.
1976 року видане доповнення до основного словника, що містило близько 6 тисяч нових слів. 1988 року вийшов Вебстерський словник комп'ютерної лексики.
Вебстерський словник перевидається майже щороку. Останні видання містять 450 тисяч термінів англійської мови, відомих з 1755 року.
У 1843 році, після смерті Вебстера, права на видання словника придбали брати Мерріам. Вийшли друком різні варіанти словника — скорочені, географічні, біологічні тощо.